# (450) Brigitta
(450) Brigitta ist ein Asteroid des Hauptgürtels, der am 10. Oktober 1899 von den deutschen Astronomen Max Wolf und Arnold Schwassmann in Heidelberg entdeckt wurde.
Der Asteroid ist nach Birgitta von Schweden benannt.